# Granducato di Lituania
Il Granducato di Lituania (in lituano Lietuvos Didžioji Kunigaikštystė; in polacco Wielkie Księstwo Litewskie) fu uno Stato dell'Europa orientale esistito tra i secoli XII e XVIII.
Nato a seguito dell'incoronazione di Mindaugas in un processo di unificazione delle popolazioni locali avviato già nel 1230 circa, il Granducato di Lituania acquisì peso militare, politico ed economico nel corso dei secoli immediatamente successivi: i periodi di maggiore sviluppo sono da rintracciare durante i regni di Gedimino (granduca dal 1316-1341) e di Vitoldo il Grande (1401-1430). Quando Jogaila, re di Polonia, stipulò l'Unione di Krewo nel 1386, si verificarono due grandi cambiamenti nella storia della Lituania: la conversione al cristianesimo e l'avvio di un'unione dinastica tra il paese baltico e la Polonia. Il periodo di massimo splendore del Granducato fu raggiunto di lì a breve nel XV secolo, quando divenne uno dei più estesi stati in Europa.
Varie vicissitudini coinvolsero i lituani nel corso del 1400 con i cavalieri teutonici, collassati di lì a poco, la crescente Moscovia, che ambiva ad acquisire un ruolo centrale nella regione baltica, e la Polonia, con cui i rapporti si deteriorarono. La relazione con quest'ultima mutò nel 1569, quando con l'unione di Lublino fu sancita l'istituzione della Confederazione polacco-lituana, un'entità federale formata dal granducato di Lituania e dal regno polacco, nella quale la Lituania, sebbene di fatto non esistesse più come Stato singolo, conservò una certa autonomia in campo legislativo, militare e finanziario. L'emanazione della costituzione polacca di maggio del 1791 sancì la scomparsa dell'autonomia lituana. Inoltre, la Polonia fu invasa di lì a poco dai russi e qualche mese più tardi della rivolta di Kościuszko nel 1794, il territorio subì delle spartizioni e cessò di esistere nell'anno successivo, divenendo parte del regno di Prussia e dell'impero russo.
La Lituania tornò ad essere uno Stato indipendente solo nel 1918.

## Storia

### Antefatti: Ducato e Regno di Lituania
La Lituania fu abitata per millenni da tribù baltiche, un ramo dei popoli di origine indoeuropea, e, per via della posizione geografica abbastanza remota, la loro lingua, le loro tradizioni e le proprie credenze non vennero contaminate dal resto dell'Europa. Nel primo decennio del XIII secolo i lettoni in primis e poi, più tardi, le popolazioni estoni e lituane entrarono in contatto con i cavalieri tedeschi inviati con l'autorizzazione della Santa Sede nel Baltico per convertire con la forza le uniche popolazioni ancora pagane nel continente al cristianesimo.

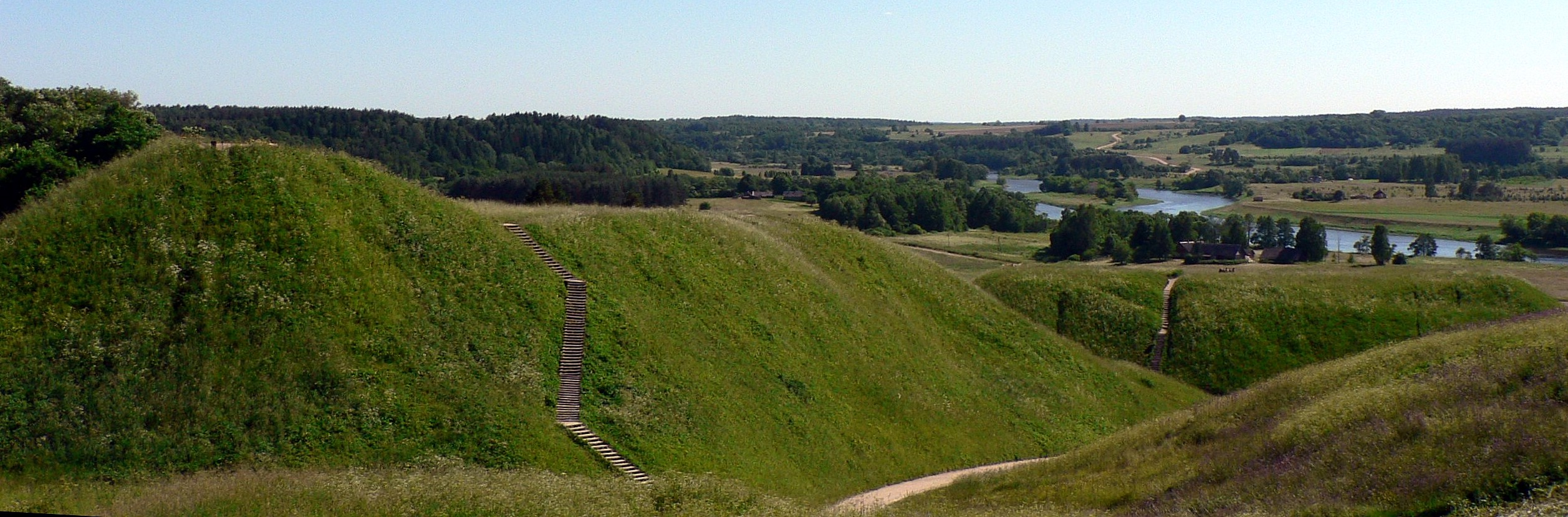
Antico forte a Kernavė. Ora nella Lista del patrimonio mondiale dell'UNESCO

Sia su spinta delle aggressioni dei crociati che per altre ragioni, i duchi che regnavano sulle terre lituane si convinsero della necessità di convogliare le proprie forze contro il nemico comune. Il processo di unificazione fu avviato intorno al 1230 dal sovrano che amministrava la regione dell'Aukštaitija, Mindaugas, figlio di un duca ignoto ma altrettanto influente, e fu tutt'altro che lineare: solo verso il 1250, una volta sbarazzatosi dei rivali interni come raccontano le cronache rutene, il Ducato acquisì una propria fisionomia, sia pur parziale: Mindaugas riuscì a quel punto ad espandersi in Rutenia Nera a scapito dei fragili principati nell'odierna Bielorussia, dovendo al contempo affrontare anche minacce provenienti da potenze esterne, tra tutte l'ordine di Livonia, un ramo dell'ordine teutonico nato nel 1238. Con una serie di stratagemmi, per sbarazzarsi dei potenziali nemici, Mindaugas si accordò con il papa Innocenzo IV per convertirsi al cristianesimo e da Roma giunse presto il placet per la sua incoronazione come primo re cristiano della Lituania nel 1253. La conversione avvenne per soli fini politici e nel 1260 circa Mindaugas riabbracciò il culto pagano. Il regno cessò di esistere nel 1263, anno in cui Treniota, nipote di Mindaugas, uccise il sovrano senza però assumere il titolo di re e preferendo invece la carica di granduca. Nonostante le fragilità interne lo Stato lituano non collassò. Le fondamenta su cui si reggeva erano però fragili e il periodo di relativa instabilità scatenato dalla morte del re, durante il quale la Lituania fu anche attaccata dai mongoli, perdurò fino all'acquisizione del potere da parte di Traidenis nel 1270 circa.

### Affermazione di una nuova dinastia

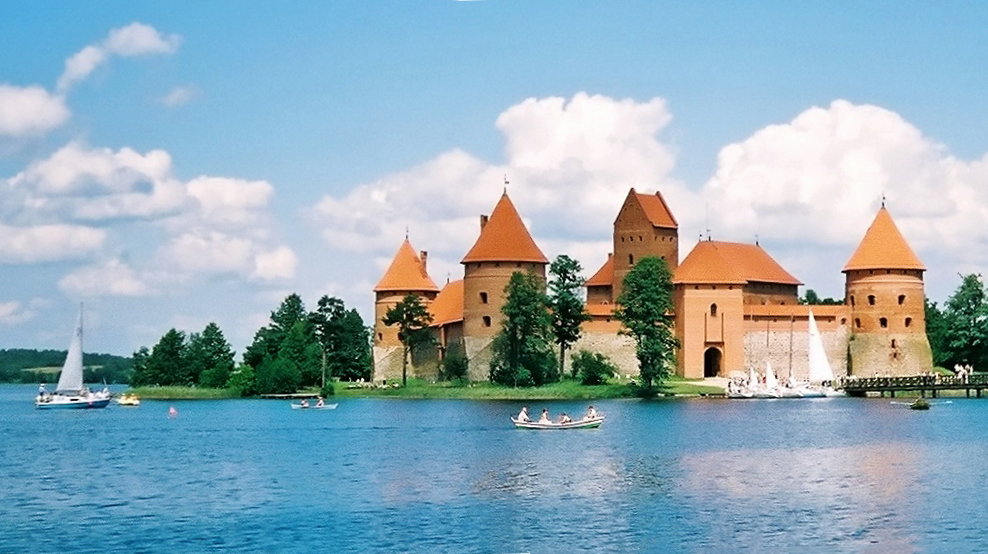
Il castello di Trakai. Trakai fu uno dei principali centri del Granducato di Lituania

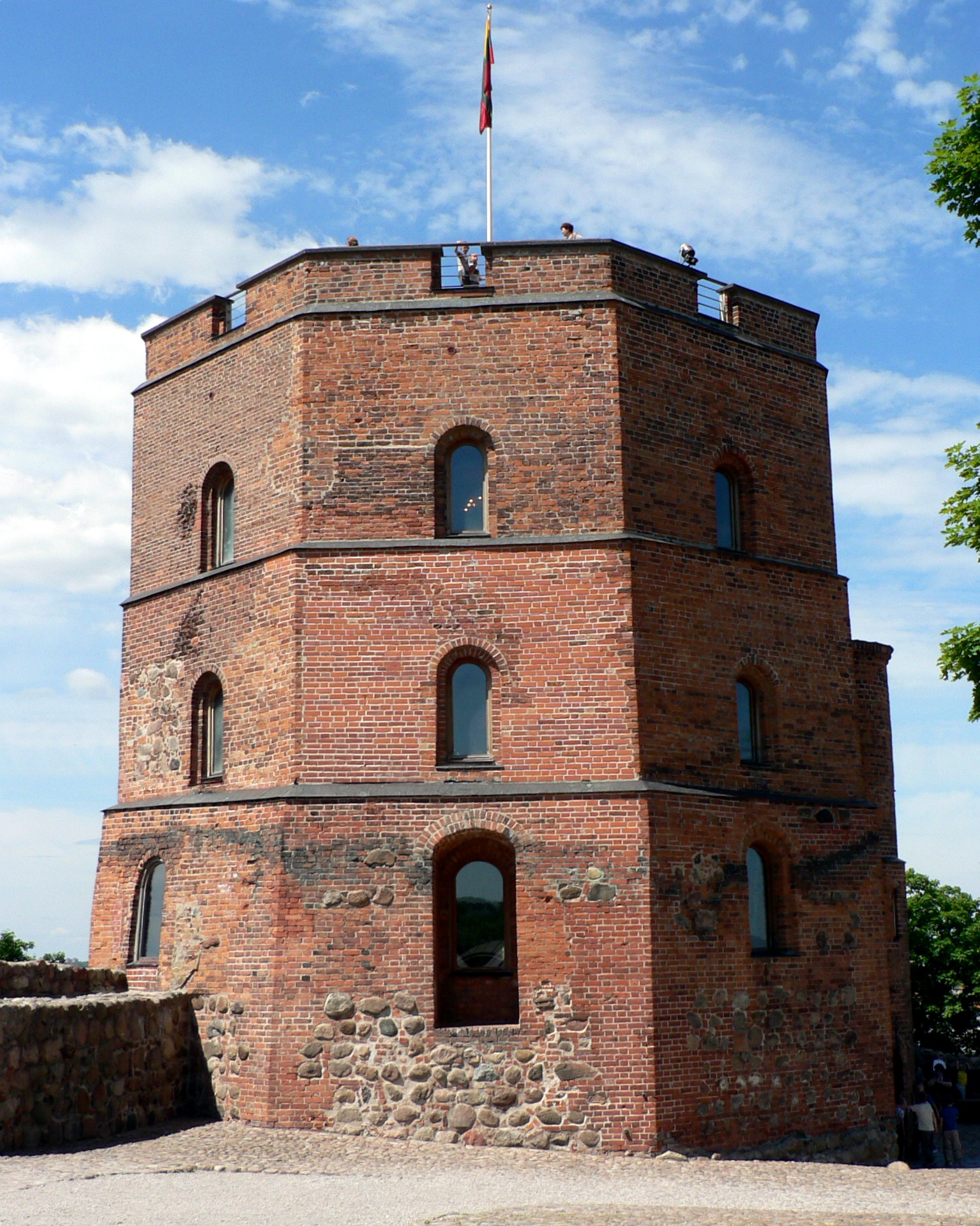
Parte superiore del Castello di Vilnius. Vilnius diventò capitale permanente della Lituania nel 1323

Con il primo travagliato decennio di vita del Granducato alle spalle, la Lituania fu in grado di concentrarsi sull'espansione verso sud e verso est, nelle attuali Polonia e Bielorussia. Alcuni studiosi imputano la sopravvivenza dello Stato lituano al fatto che i cavalieri cristiani non poterono attaccarlo, poiché impegnati nella repressione di alcune rivolte in Prussia. Una volta raggiunta maggiore stabilità interna, Vytenis, granduca dal 1295 al 1316, riuscì a sconfiggere diverse volte i cavalieri di Livonia e a costituire una rete di alleanze tale da gettare le basi per un più prospero futuro a seguito della sua morte.
A cogliere i frutti della politica di Vytenis fu il suo successore Gedimino, considerato, dopo Mindaugas, il più influente sovrano nella storia del Granducato. Di origini incerte, egli amministrò dal 1316 al 1341 la Lituania riuscendo a contenere le aspirazioni dei cavalieri, desiderosi di sottometterla, con l'invio di alcune lettere al pontefice in cui si dichiarava pronto a convertirsi e ad allacciare più stretti rapporti con l'Europa occidentale. Il papa Giovanni XXII, convinto della sua buona fede, cercò di sollecitare i tedeschi ad interrompere i loro attacchi; questo consentì a Gedimino di seguire l'esempio del predecessore in merito a matrimoni combinati, finalizzati a rafforzare la posizione della Lituania nello scenario baltico, e conquiste verso sud, in cui esistevano deboli principati ortodossi: il granduca per poco non riuscì a congiungere territorialmente nello stesso dominio il Mar Baltico al Mar Nero. Nel 1323 fondò la città di Vilnius e la nominò capitale al posto di Trakai. Alla sua morte, una nuova dinastia poteva considerarsi saldamente al potere, quella dei Gediminidi.
La Lituania era nella posizione ideale per controllare gli Slavi dell'est (un dodicesimo della popolazione totale nella metà del XV secolo). Nel 1349 la Lituania fu in grado di acquisire il controllo di una parte del Principato di Galizia-Volinia, ovvero la seconda regione: la Galizia finì invece in mano ai polacchi. Una tappa precipua nella storia del Granducato è da individuarsi nell'Unione di Krewo del 1386, la quale comportò un'unione personale con il Regno di Polonia.
Mentre quasi tutti gli Stati circostanti riportavano sconfitte e saccheggi ad opera dei mongoli, la Lituania fu più di rado raggiunta. L'espansione della Lituania fu inoltre anche incoraggiata dallo scarso controllo dei mongoli sui territori da loro conquistati (si pensi alla Rutenia, mai incorporata direttamente nel Khanato dell'Orda d'Oro, bensì rimasta uno stato vassallo in base ad un debole trattato d'indipendenza). Lo Stato lituano non raggiunse il suo apice solo grazie alla forza militare: la sua esistenza dipese anche dalle capacità diplomatiche dei suoi sovrani. Molte città furono annesse non perché sottomesse, ma in base ad accordi che ne sancivano un rapporto di vassallaggio.

La Lituania e la Polonia tra il 1386 e il 1434

Il rapporto di sudditanza in Europa orientale era un fenomeno abbastanza comune e spingeva le città a scegliere di divenire suddite del Khanato o della Moscovia (pena la perdita di qualsiasi diritto), la cui potenza andò rafforzandosi nel corso di tutto il XIV secolo. Un esempio lampante è rappresentato dalla città di Velikij Novgorod, mai attaccata dalle armate lituane nonostante fosse entrata nella sfera d'influenza baltica. Sempre per quanto concerne l'importante centro abitato di Novgorod, il controllo fu anche facilitato da disordini interni alla città, desiderosa di liberarsi dal giogo della Moscovia. Tale procedura di espansione della Lituania non si rivelò esente da problematiche, come dimostra il fatto che le basi su cui si reggevano i rapporti erano instabili. Il cambio della linea di politica interna di una città, la quale come si è detto preservava molti diritti, bastava a sottrarla dal controllo lituano: è il caso di diverse città della Rutenia, oltre che di Novgorod.

### Il Granducato sotto Vitoldo

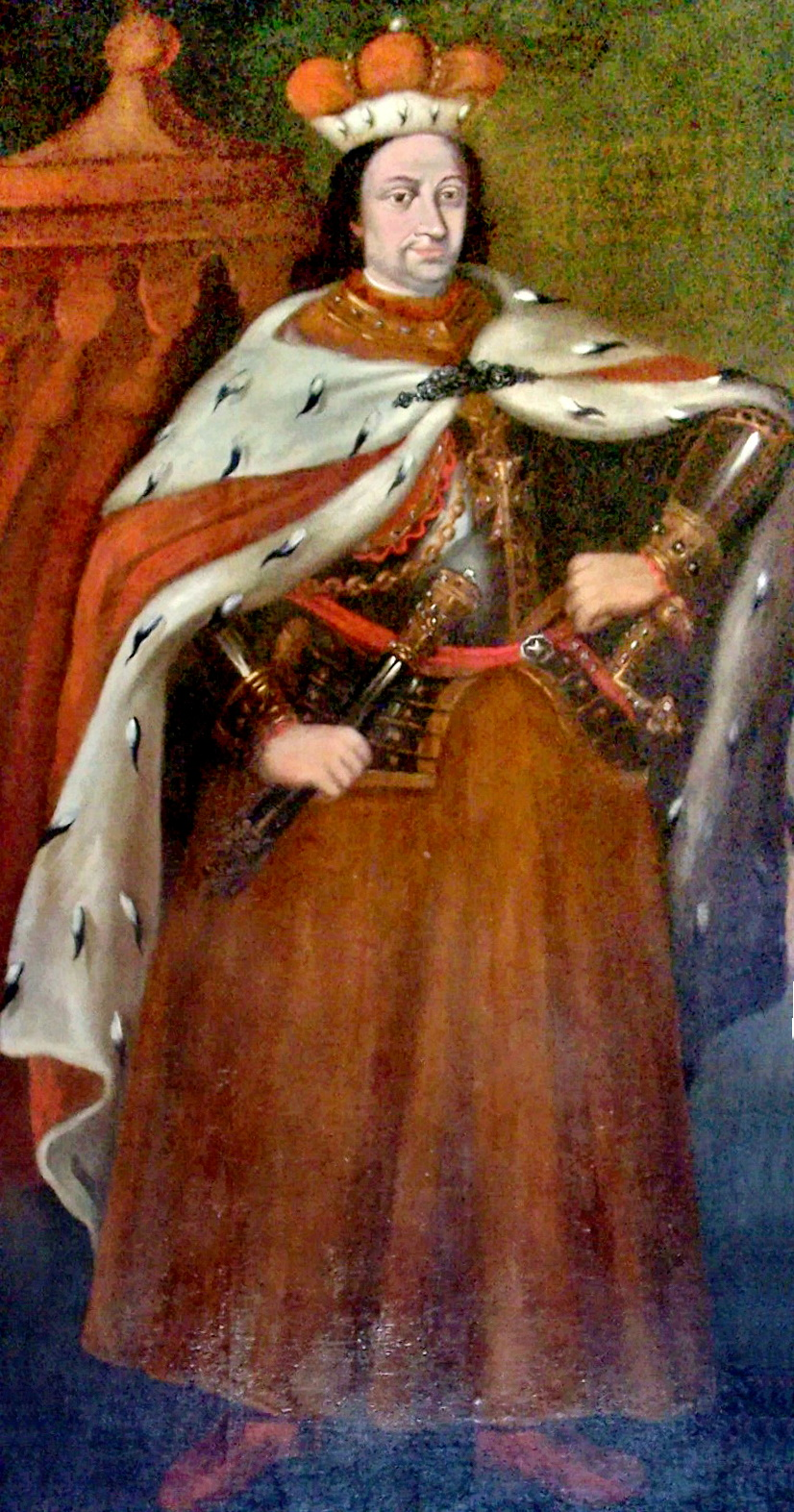
Ritratto di Vitoldo

La Lituania raggiunse l'apice con Vitoldo, al potere dal 1392 al 1430 e uno dei più famosi regnanti della Lituania. Granduca dal 1401 al 1430, principe di Hrodna dal 1376 al 1392 e principe di Luc'k dal 1387 al 1389. Vitoldo era figlio di Kęstutis, cugino di Jogaila, che diventò re di Polonia come Ladislao II, e nonno di Basilio II di Russia. Nel 1410 Vitoldo stesso comandò le forze del granducato nella battaglia di Grunwald contro i teutonici, terminata con una decisiva vittoria polacco-lituana e, forse, dovuta all'assenza tra le file teutoniche degli alleati storici, i cavalieri di Livonia, che riuscirono ad acquisire una rilevante autonomia gestionale nella propria confederazione. A seguito dello scontro poté emergere un più chiaro quadro delle maggiori potenze locali, essenzialmente tre: il Granducato, i possedimenti dei livoniani e quelli dei russi della Repubblica di Pskov.
Vitoldo riportò sviluppo economico nel Paese e introdusse molte riforme, anche se non tutte furono tenute in vita dai suoi successori: il Granducato divenne più centralizzato, e i principi locali con legami dinastici al trono furono rimpiazzati con governatori leali al leader politico. I governatori erano ricchi proprietari terrieri e formavano la base della nobiltà lituana. Durante il regno di Vitoldo, iniziarono ad acquisire spessore le famiglie Radziwiłł e Goštautai, in seguito divenute molto influenti nella politica pure in virtù dei numerosi feudi posseduti che svariavano dall'Aukštaitija alla Lituania minore. In ultimo, non vanno dimenticati i lavori avvenuti sotto la sua supervisione di ricostruzione della sezione del complesso dei castelli di Vilnius distrutta da un incendio scoppiato nel 1419.

### Contrasti con i moscoviti e Confederazione polacco-lituana
La velocità di espansione della Moscovia spinse inevitabilmente i russi a giungere in conflitto con la Lituania. Dopo l'annessione del principato di Novgorod nel 1478, Mosca si era guadagnata indiscutibilmente il ruolo di principale potenza dell'Europa nord-orientale. Tra il 1492 e il 1508 Ivan III di Russia si impadronì di una parte della Rutenia appartenente alla Lituania, nonostante il granduca Alessandro avesse tentato di migliorare le relazioni sposandosi con la figlia del russo, Elena. I lituani riportarono il loro successo maggiore nel 1514, nella battaglia di Orsha. Durante i dodici anni di pace seguiti all'armistizio del 1522 la Lituania fu in grado di riprendersi, rafforzare la sua economia e svilupparsi culturalmente. Nel 1537 cominciò un periodo di pace tra le due parti che durò 21 anni, durante il quale la Lituania aveva perso centri preziosi quali Polack, Černigov, Sivers'k e Vjaz'ma. Sotto la guida dell'etmano polacco Jan Tarnowski, l'esercito lituano fu modernizzato alla fine del 1550. Durante la guerra di Livonia, l'ultima guerra di Mosca con la Lituania, il Granduca Sigismondo II Augusto concluse il trattato di Wilno nel 1561, rendendo il Ducato di Curlandia e Semigallia uno stato fantoccio della Lituania e ponendo così fine ai cavalieri di Livonia.
La perdita delle città sopraccitate e le continue pressioni dovute all'espansione della Russia condussero il Granducato a vivere un periodo di profonda paura di vedere la Lituania dissolta: per ovviare a questa situazione di incertezza e poiché Sigismondo II non aveva avuto eredi, si assunse la decisione di stringere una più forte alleanza con la Polonia, con la quale si optò per una fusione e per la realizzazione della Confederazione Polacco-Lituana a seguito dell'Unione di Lublino del 1569.

### Periodo di crisi
Durante il periodo di esistenza della Confederazione, una monarchia elettiva, molti dei territori furono sottoposti ad un processo di "rutenizzazione" e di allontanamento dalla sfera culturale lituana. Allo stesso modo, le aree più orientali finirono per assimilare pian piano le influenze bielorusse fino a sostituirle a quelle precedenti di stampo baltico.
Da un punto di vista giuridico
```

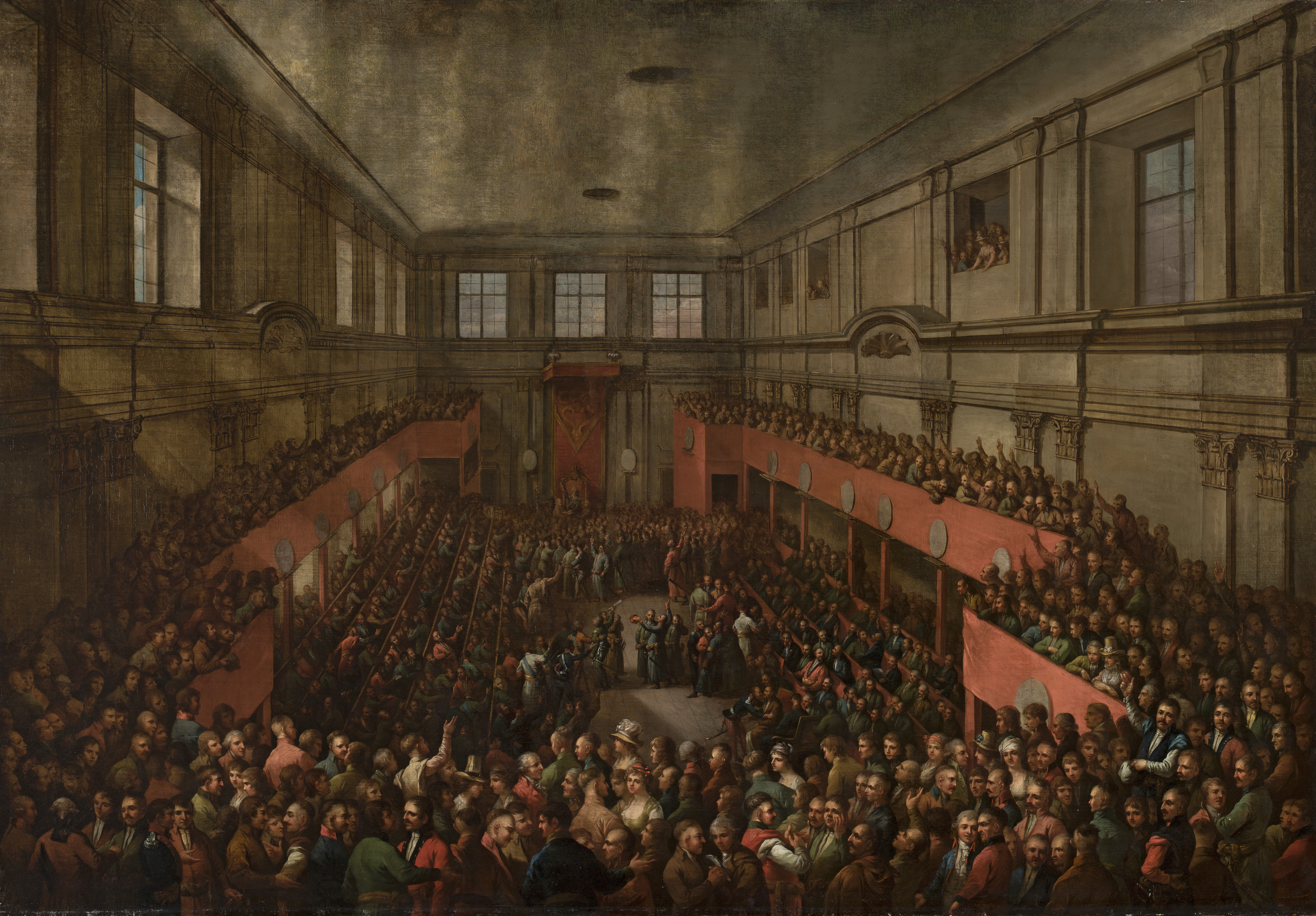
Riunione del Sejm per la proclamazione della costituzione polacca del 1791 in un'opera di Kazimierz Wojniakowski

il vecchio Granducato preservò molti dei diritti e degli usi precedentemente adottati, inclusi un governo separato, un esercito e conio separati fino alla 
Costituzione polacca di maggio
 del 1791.
[
15
]
 Tuttavia, nonostante questi elementi formali possano far pensare ad una preservazione della componente baltica, un processo di irreversibile sostituzione dell'elemento lituano risultò palese nel corso dei secoli: in particolare, l'assimilazione della cultura polacca in sostituzione di quella lituana assottigliò le differenze tra le nobiltà locali e favorì la proliferazione della polonizzazione.
[
82
]
```

Nel 1795 la Confederazione fu sciolta con la spartizione tra Russia Imperiale, Prussia e Austria.

## Amministrazione

### Granducato indipendente: nuovi istituti nella sfera privata e pubblica
Il XIII secolo rappresentò il periodo delle innovazioni sia in campo privato che in quello pubblico. Per quanto riguarda il primo aspetto, la novità rappresentata dalla proprietà terriera privata (gli allodi, in lituano: atolai), la quale diede vita a un processo che sarebbe culminato con la formazione di un sistema feudale, permise una migliore assimilazione dei gruppi locali già dai tempi del Ducato. Come attestato da molte cronache, fu questa la principale forma di organizzazione della proprietà terriera già prima del XIII secolo. Con questo sistema, noto altrove in Europa come primogenitura, solo il figlio maggiore poteva ereditare le terre, il che consentiva ai duchi di consolidare i propri possedimenti. Con il tempo iniziarono a prendere forma anche le diverse classi sociali, tra cui per esempio i guerrieri esperti (bajorai, al singolare bajoras), i contadini liberi (laukininkai) e le persone "non libere" (kaimynai e šeimynykščiai).
Per quanto riguarda il secondo punto fino all'inizio del XV secolo la nobiltà rimase composta da membri analoghi agli equites nel mondo latino, ovvero una classe guerriera soggetta al granduca a cui veniva elargita terra in cambio dei loro servigi. Essa dovevano assoluta obbedienza al loro sovrano, ma questa situazione cambiò dopo l'unione di Horodło, quando l'aristocrazia assunse il controllo delle questioni politiche relative alla Polonia e alla Lituania.
Vitoldo introdusse un sistema di prestiti in cui i nobili potevano prendere in prestito le proprietà terriere, portando alla formazione di un ceto di vassalli feudali. Il sovrano fu così in grado di esercitare il suo potere sempre più indirettamente, per mezzo di cortigiani fidati e servitori che erano stati ricompensati con dei feudi. Nel XVI secolo, il 30% del territorio era amministrato da nobili di alto rango.

### Unione con la Polonia

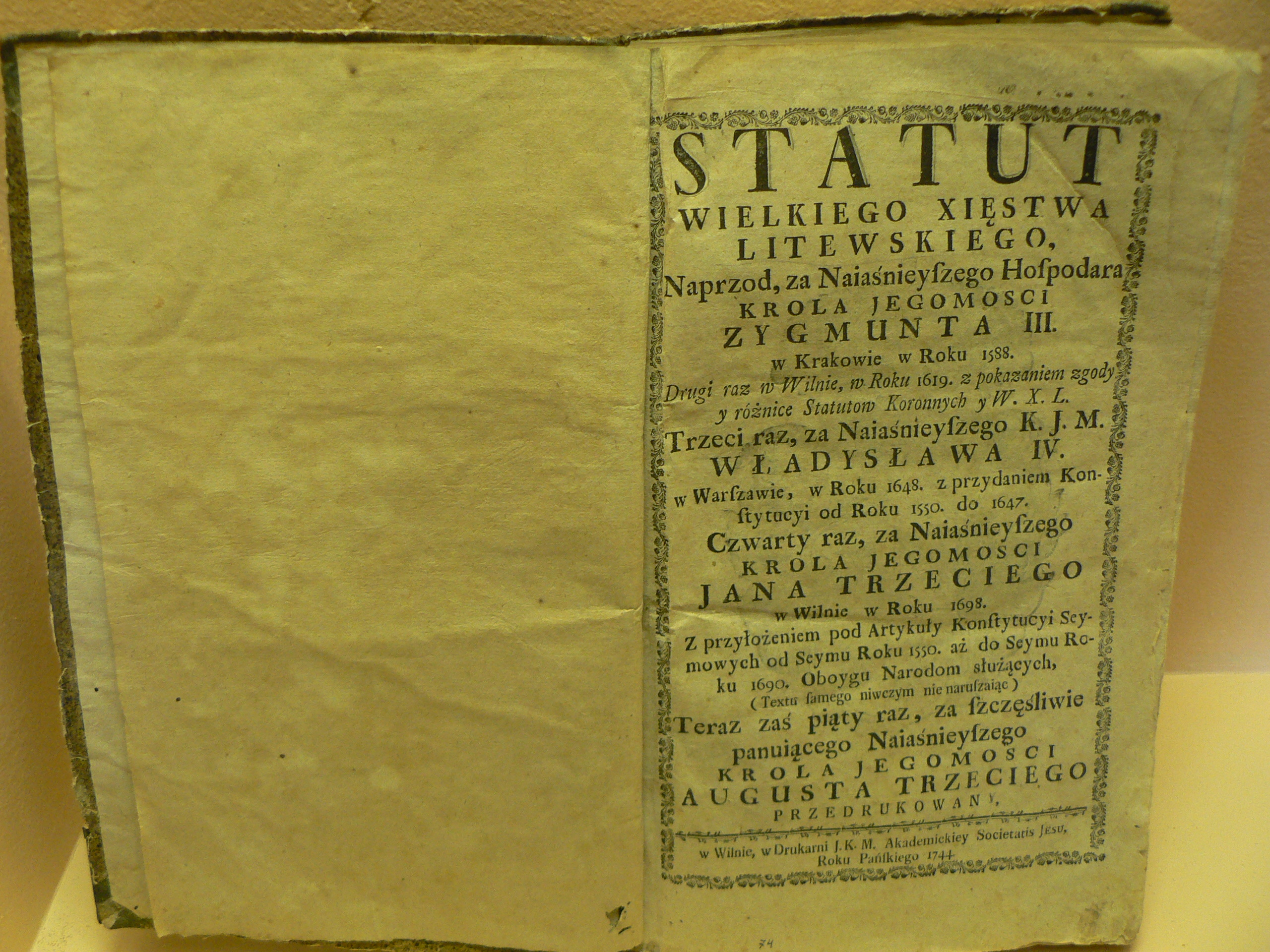
Lo Statuto del Granducato di Lituania

In assenza dei granduchi, che risiedevano principalmente in Polonia, il comitato consultivo lituano aveva responsabilità di vasta portata. Il rappresentante del granduca, il voivod o "guardia del palazzo", esercitava in sua vece compiti politici e militari in tutti i voivodati, tranne che nell'estremo sud, conteso invece tra tatari e cosacchi. Per evitare ingerenze polacche, inizialmente le funzioni del governo lituano erano riservate ai lituani etnici. Nel 1434 i nobili ruteni ottennero i diritti politici. Il primo statuto della Lituania fu pubblicato nel 1529, mentre nel 1566 fu adottata una seconda versione e, dopo l'unificazione, una terza e una quarta nel 1588.
Nel 1559 Sigismondo II istituì un Sejm per il Granducato secondo l'esempio polacco, e nel 1564 le sejmiki (assemblee regionali) per le province. Il sejm lituano venne assorbito dall'omologo polacco dopo l'Unione di Lublino. Dal punto di vista giudiziario, il Granducato fu dotato di un suo tribunale supremo, che esercitava le sue funzioni alternativamente in tre centri. Il ducato era diviso in nove voivodati: Vilnius, Troki, Brėst, Mińsk, Vicebsk, Mścisław, Połock, Nowogródek e Smoleńsk. Ogni voivodato, a sua volta, era suddiviso in poviats (distretti), ognuno dei quali aveva una sua sejmik.

### Esercito

Battaglia di Grunwald, olio su tela di Jan Matejko. Le figure centrali sono quelle di Ulrich von Jungingen e Vitoldo

Il ricorso alle armi si rivelò la chiave di volta necessaria a conformare il Granducato nei suoi primi decenni. Nonostante la fondamentalmente pacifica acquisizione lituana di gran parte dei possedimenti ruteni nel corso del tardo XIII secolo e XIV secolo, il Granducato poteva fare affidamento sulla forza militare, se necessario, ed era l'unica potenza dell'Europa orientale che poteva contrastare efficacemente l'Orda d'Oro. Quando quest'ultima cercò di impedire l'espansione lituana venne infatti spesso sconfitta. Nel 1333 e nel 1339 i lituani soppressero grandi contingenti mongoli che cercavano di strappare Smolensk alla sfera d'influenza lituana e i tatari che lì vivevano si spostarono nei confini della Lituania.
Gli asiatici raramente ebbero il potere per fermare a lungo i lituani, nonostante che i rapporti di forza fossero sostanzialmente opposti fino alla metà del XIV secolo. Pur riportando una vittoria significativa nel 1399, gli asiatici ritardarono solo di qualche anno l'insediamento dei baltici sulle coste del Mar Nero. A causa dell'influenza lituana, i mongoli non poterono esercitare il dominio militare sulla Russia nord-occidentale: fu per questa ragione e per motivazioni logistiche che Smolensk, Pskov, Novgorod, e Polack risultarono alcune delle poche grandi città che non vennero mai depredate dai mongoli, colpite invece al tempo dalla peste nera e da altre epidemie.

## Economia

### Commerci
Nel XIV secolo il Granducato era principalmente interessato alla coltivazione del lino e del grano. Le entrate del governo provenivano essenzialmente dai bottini di guerra e dai saccheggi. Gedimino iniziò ad incentivare l'agricoltura e a consentire dei vantaggi a tutti i commercianti - riducendo i dazi doganali intorno al 1320 - che avessero voluto spostarsi nel Granducato per fare affari: particolarmente stretto fu l'asse con Riga, tra le città della Lega anseatica. I lituani furono da allora in grado di acquistare armi, vendere legna, pelli e grano con maggiore facilità e frequenza. La conquista di Polack e Vicebsk all'inizio del XIV secolo intensificò ulteriormente le attività commerciali tra la Livonia e la Lituania. Nella seconda metà di quel secolo, la Lituania beneficiava anche del commercio di pellicce dalla Repubblica di Novgorod.
Dopo l'unione personale con la Polonia nel 1386 iniziò un periodo di prosperità per la Lituania. A causa degli sviluppi tecnologici introdotti dai tedeschi, come l'aratro rinforzato, aumentarono la produzione agricola in patria e verso l'estero. A metà del XVI secolo, la granduchessa Bona Sforza condivise un nuovo metodo, quelli della rotazione triennale delle colture nel Granducato e si dimostrò favorevole alla riforma delle tasse agricole. Nel 1588 fu abolita la schiavitù in Lituania, ad eccezione dei prigionieri di guerra: coloro che non ottennero la completa libertà, divennero servi.
Secondo fonti frammentarie i commercianti esportarono 44.000 tonnellate di grano verso Danzica, principale meta raggiunta dalle coste lituane, nel periodo 1560-1599. Questo era solo il 4-5% della produzione annuale di grano del paese. Ogni anno venivano prodotte 970.000 tonnellate di segale, 120.000 tonnellate di grano e 210.000 tonnellate di malto. Di questi, gli agricoltori conservavano il 21% per i semi e il 75% per il proprio consumo.
Nel XVI secolo Vilnius divenne il principale centro commerciale del Granducato, mentre la città di Leopoli divenne un importante centro per gli scambi con l'Asia e la Cina a metà del XIV secolo. Altre importanti rotte commerciali che attraversavano il Granducato conducevano da Vilnius via Smolensk fino a Novgorod e poi a Mosca. La merce principale trasportata attraverso queste rotte era pelliccia, pelli e cera.

### Valuta

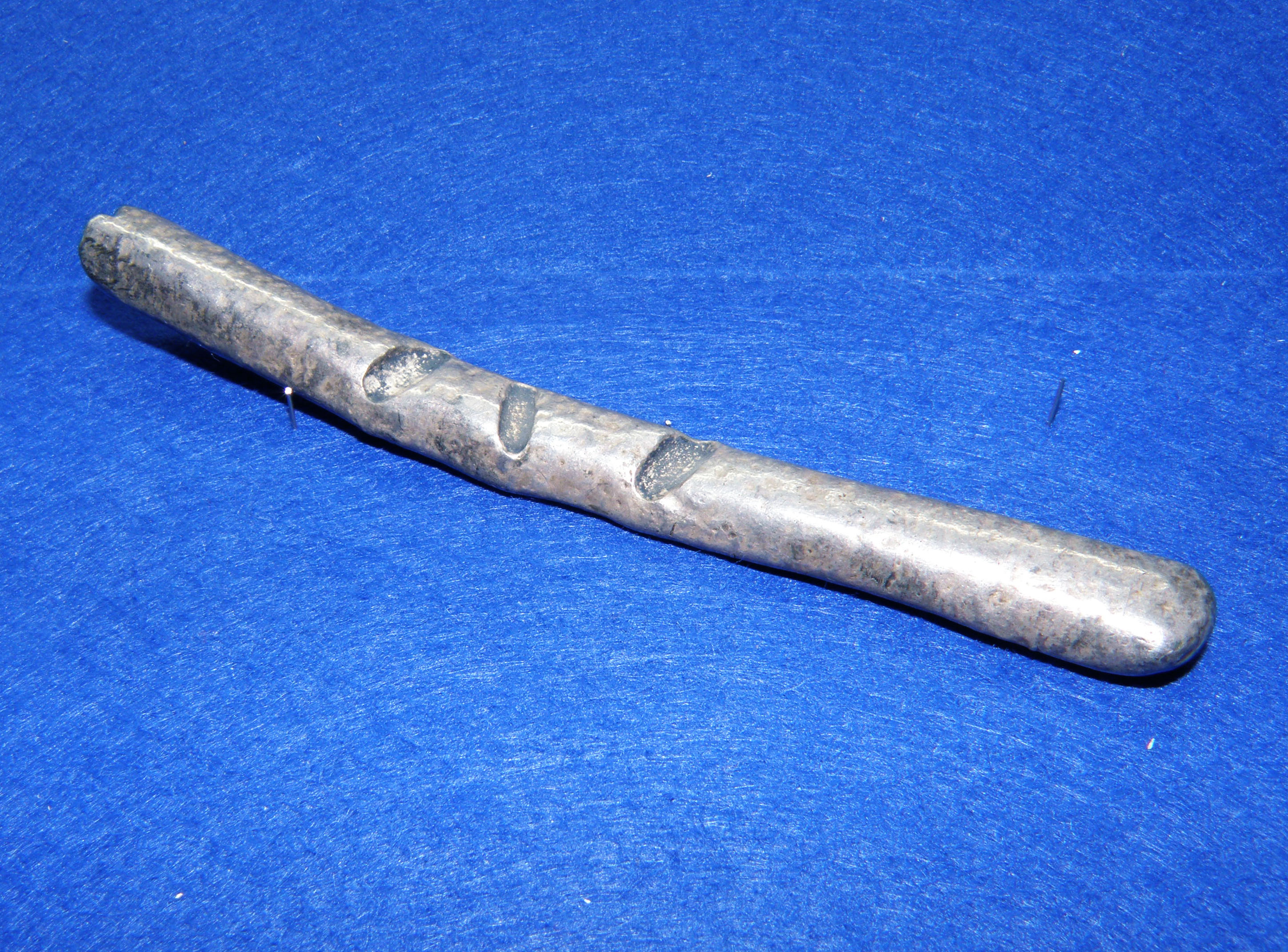
La Lietuvos ilgieji, la cosiddetta moneta lunga lituana d'argento usata come valuta nel Granducato nel XII e XIII secolo

Mindaugas tentò di creare istituzioni statali, ovvero una sua corte regia, degli apparati amministrativi, un servizio diplomatico e un sistema monetario. Su quest'ultimo punto fu la cosiddetta moneta lunga lituana d'argento (in lituano: Lietuvos ilgieji) a circolare e a dare con il tempo una parvenza di valuta statale. Ancora ai tempi di Gedimino la Lituania non emetteva una propria valuta. Le prime monete furono coniate alla fine del 1400. Anche se il granduca Algirdas probabilmente già ne avviò la produzione solo dopo il 1386 si coniarono monete in stile denario a Vilnius. Molto più tardi il sistema valutario venne formalmente rivisitato. Durante il regno di Alessandro di Polonia, la zecca di Vilnius iniziò a coniare monete seguendo schemi dell'Europa occidentale con una lega di stagno e argento. Nel 1495 fu introdotto un sistema di conteggio decimale per la valuta: dieci denarii valevano un grosso. Dopo l'unione di Lublino, lo złoty fu introdotto come moneta in tutto la Confederazione e fino al 1733, la Lituania ha continuato a coniare le proprie monete.

## Religione

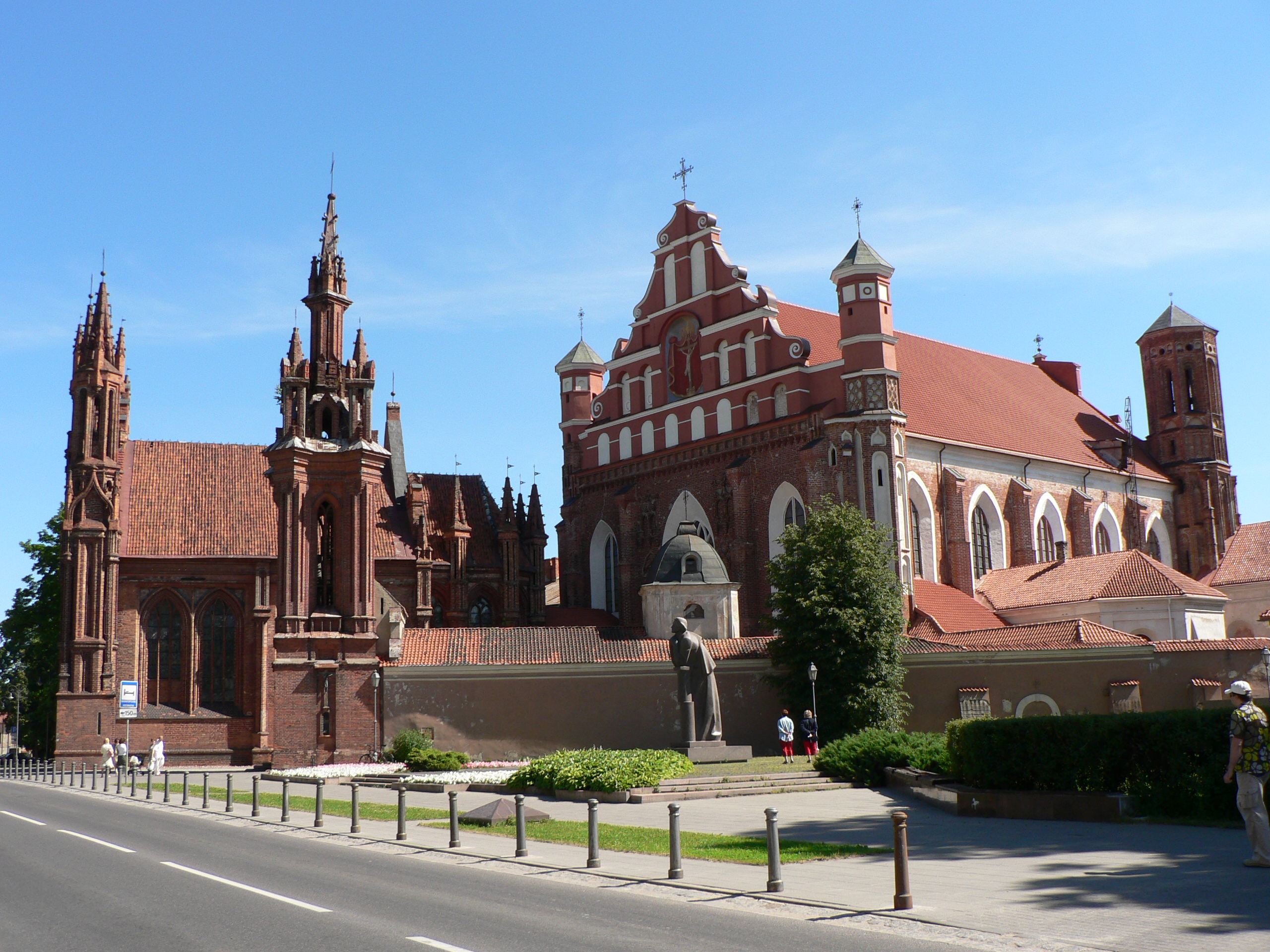
La Chiesa di Sant'Anna e la Chiesa del Monastero Bernardino a Vilnius

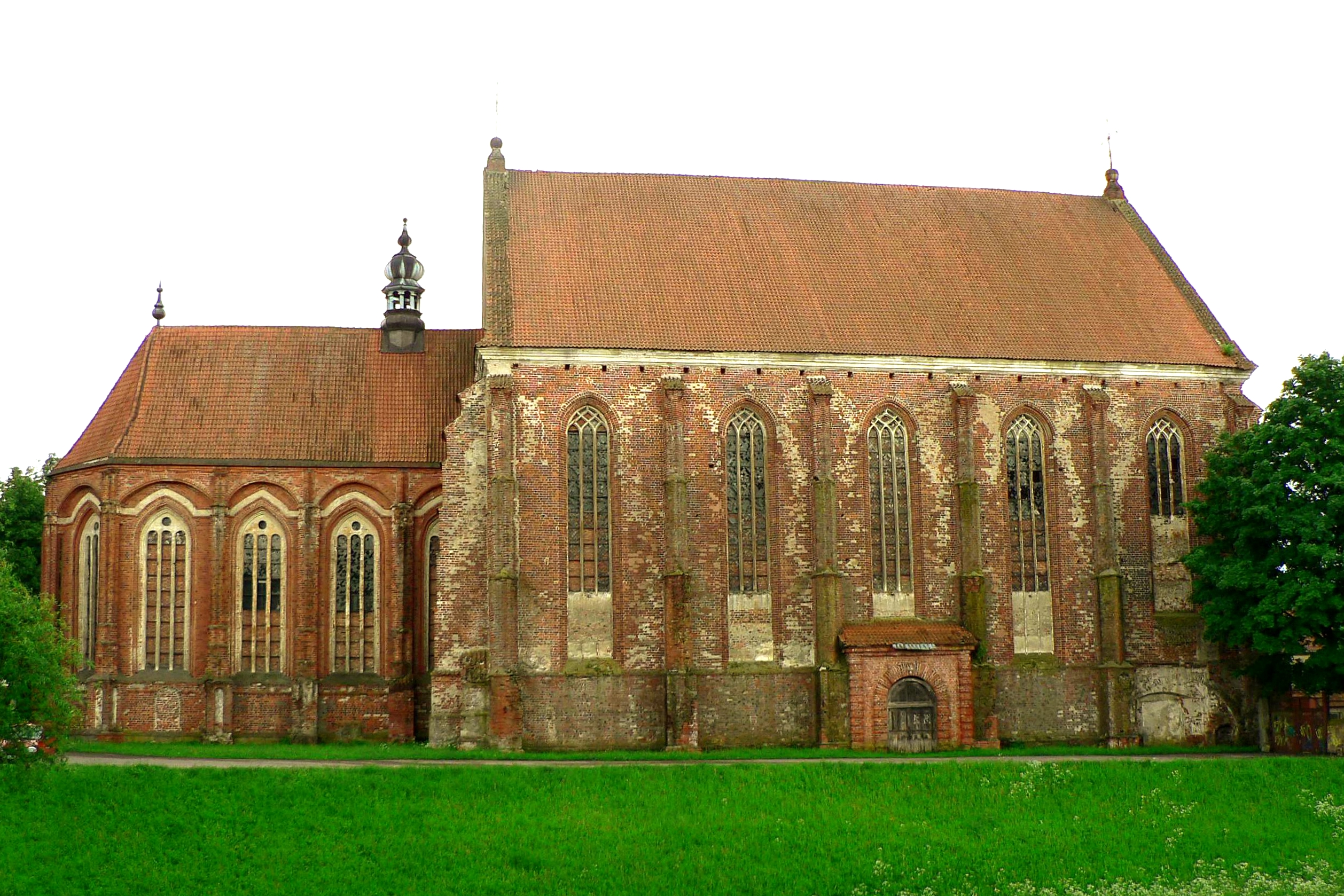
La Chiesa di San Giorgio (1487) a Kaunas

Fino alla loro cristianizzazione i lituani avevano una religione politeista. Sono stati tramandati i nomi di alcuni dei: Maiden, Nunadievis, Perkūnas, Teliavelis, Velnias e Žemyna. Interessante e notare la custodia di fuochi sacri da parte di sacerdoti, ma anche di sacerdotesse, da immaginare come una variante lituana delle vergini vestali romane. I lituani non conoscevano templi (forse l'unica eccezione fu Romuva), ma si recavano per pregare o effettuare sacrifici - anche umani talvolta - in luoghi quali alture, foreste, alberi di quercia e rocce considerati sacri. Dopo il battesimo nel 1252 e l'incoronazione nel 1253 di Mindaugas, con cui il sovrano intendeva perseguire uno scopo puramente politico, la Lituania venne riconosciuta come uno stato cristiano fino al 1260, quando Mindaugas rinunciò alla cristianità: è oggetto di dibattito storiografico la costruzione di una cattedrale a Vilnius, in quanto richiesta da una bolla papale negli accordi che concessero la corona al lituano.
La Lituania, fatta eccezione per Vaišelga e Švarnas, rimase uno stato pagano per più un secolo, alternando nei confronti dei cattolici periodi di tolleranza religiosa a fasi più restrittive. Alla prima categoria appartiene il provvedimento con cui Gedimino consentì agli ordini francescano e domenicano di recarsi in Lituania e edificare chiese. Fino al 1387 i lituani professarono la religione tradizionale propria, restando così cronologicamente l'ultimo territorio d'Europa ad avere abbracciato la fede cristiana. I credo pagani dovettero essere profondamente radicati per sopravvivere alla forte pressione dei missionari e delle potenze straniere fattasi avvertire già addirittura prima della costituzione del Ducato di Lituania (1230) con operazioni militari su vasta scala messe in atto dai crociati. Fino al XVII secolo, restarono in vita rituali del vecchio credo soprattutto nelle fasce più umili della popolazione, come nutrire le bisce o portare cibo sulle tombe degli antenati.
I duchi delle odierne Bielorussia e Ucraina, così come gli abitanti, anziché convertirsi al cattolicesimo come accaduto in Lituania dal 1387, preferirono la Chiesa ortodossa e preservarono tale decisione pure dopo l'Unione di Brest del 1595-1596. Questo evento storico coincise con un tentativo di avvicinare gli ortodossi al cattolicesimo. Il riconoscimento dell'autorità papale da parte degli ortodossi e del catechismo cattolico sembrava costituire un notevole passo avanti: ciononostante, le terre orientali del Granducato preservarono la liturgia ortodossa. Dopo l'unione di Krewo, la religione pagana venne ufficialmente bandita e si tennero battesimi di massa in Lituania. Benché fosse entrato in vigore il divieto il granduca Vitoldo venne comunque costretto a partecipare in prima persona al processo di conversione della Samogizia, regione dimostratasi particolarmente restia alla cristianizzazione. Il cattolicesimo riuscì meglio a innestarsi quando l'assimilazione tra nobiltà polacca e lituana subì un'accelerazione dopo la conversione di Jogaila. Casimiro di Cracovia, figlio del re Casimiro IV di Polonia, fu canonizzato intorno al 1521 e divenne il santo patrono della Lituania. Nel 1562 la Bibbia fu tradotta per la prima volta in Brėst in polacco.

Quadro religioso della Confederazione nel 1573. In viola i territori di fede calvinista, in bianco i cattolici, in azzurro quelli luterani e in verde quelli ortodossi

Nella seconda metà del XVI secolo il calvinismo si diffuse in Lituania, come precedentemente era avvenuto in Livonia, supportato dalle casate dei Radziwiłł, Chodkiewicz, Sapieha, Dorohostajski e altre ancora: nel 1580 la maggioranza dei senatori era di fede calvinista o sociniana. Il lavoro messo in atto dai Gesuiti al fine di riconvertire le famiglie più influenti della zona iniziò a produrre i suoi effetti in maniera più o meno dirompente nel corso del 1600. Verso il 1670 il calvinismo era infatti professato ormai solo da parte della fascia contadina e della classe nobile di importanza locale. L'afflusso di comunità ebraiche - da 80.000 a 100.000 nel corso del 1600 - comportò una maggiore frammentazione delle fedi religiose.

## Società
La fondazione del Granducato, come detto, fu messa in atto dai Balti lituani e dai principati bielorussi slavi conquistati nella seconda metà del XII secolo: al fine di giustificare l'espansione della Terza Roma verso ovest, gli zar russi sostennero la necessità di espandersi in terre che, pur appartenendo ai lituani, erano abitati perlopiù da slavi di fede ortodossa e discendenti diretti della Rus' di Kiev. Quando fu raggiunto il trentennio di massima gloria il XV secolo, i territori dell'attuale Lituania, Bielorussia, Ucraina e parti della Polonia e della Russia facevano capo allo stesso leader politico, portando il Granducato ad essere uno degli Stati più popolosi del Vecchio Continente.
Tra le differenti minoranze del Granducato si potevano individuare polacchi, ebrei, armeni, tedeschi eccetera, che contribuivano a rendere assai variegato il mosaico culturale e sociale. Il carattere multinazionale dello stato e la filosofia cosmopolita della sua élite dopo il XIV secolo faranno poi scoppiare un dibattito sulla plausibilità di una nazione lituana nel XIX e XX secolo. Il dibattito sull'identità nazionale coinvolse prevalentemente storici polacchi, russi, lituani e bielorussi e assunse un carattere sovranazionale; la questione raggiunse il suo picco durante le guerre per l'indipendenza dal 1917 al 1920, e contribuì a molte dispute locali, come ad esempio quella che riguardava la linea Curzon e la politica della Lituania centrale.
L'espansione del Granducato di Lituania nella moderna Rutenia Bianca nei secoli successivi rese la sua cultura simile a quella lituana.
I bielorussi, che ebbero un risveglio nazionale in quel periodo, iniziarono a considerarsi una nazione differente.

## Cultura

### Periodo paleocristiano
L'inizio del XIII secolo segna la fine della preistoria lituana, poiché da questo punto in poi la storia del paese baltico è registrata in cronache, trattati e altri documenti scritti.
Nei due secoli successivi la tradizione letteraria bizantina ebbe un'enorme influenza sulla formazione della lingua lituana scritta. I vangeli di Lavryshevo e Mstizh sono importanti esempi di arte e letteratura dell'élite lituana ortodossa: certamente l'insediamento di scrittori bulgari e serbi fuggiti dal loro paese dopo le incursioni ottomane contribuì a rendere più variegato il panorama culturale in Oriente. Un'importante opera letteraria dei primi del XV secolo fu la prima versione delle cronache lituane, mentre nel XVI secolo ne furono scritte due nuove versioni. Per via del prolungato periodo di isolamento culturale, la Lituania rimase a lungo scevra da influenze occidentali medievali: solo a seguito della cristianizzazione, concetti come la figura del cavaliere e dei tornei medievali divennero noti anche in Europa orientale.

### Periodo rinascimentale

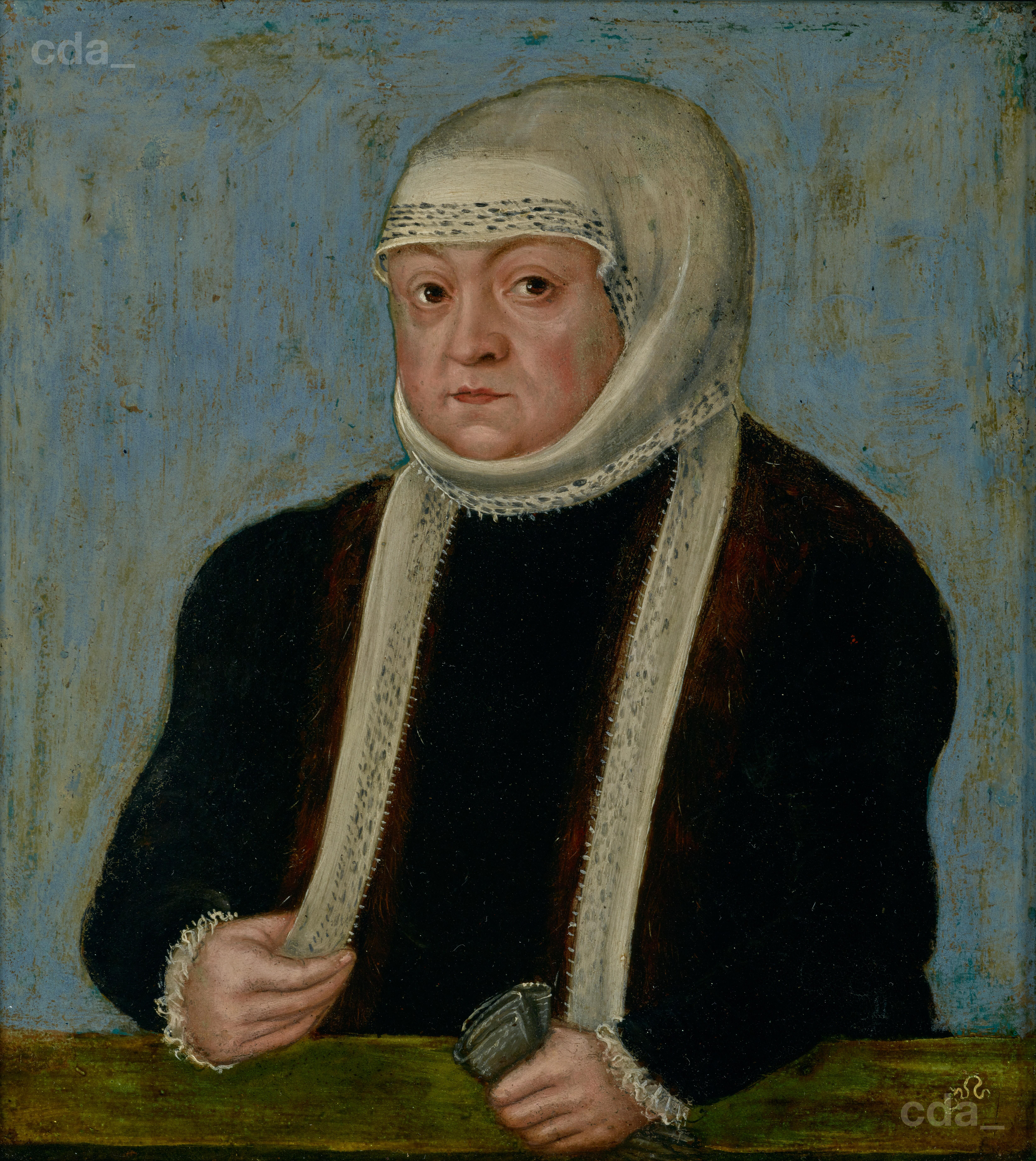
La granduchessa Bona Sforza

Un approfondimento particolare merita il periodo del rinascimento in Lituania, sviluppatosi nel 1514 dopo la battaglia di Orsha. Il matrimonio del granduca Sigismondo I con la duchessa Bona Sforza consentì la proliferazione della cultura umanista in Lituania nell'intellighenzia del Granducato. Una volta diventata granduchessa, Bona Sforza invitò architetti, scultori e musicisti italiani a lavorare per lei nel Granducato. Nel 1523 Mikołaj Hussowczyk dedicò la lirica di statuto ferita venatione bisontis a Bona Sforza per il suo ruolo di ispiratrice della cultura.
Nel XVI secolo Vilnius divenne un'importante città culturale, come dimostra la fondazione nel 1522 della prima stamperia lituana ad opera dell'umanista Francysk Skaryna. Pressoché nello stesso momento, si assistette alla costruzione al posto di un vecchio palazzo in legno di centocinquant'anni prima del palazzo granducale di Vilnius, costruito secondo i progetti di architetti italiani.

### La lingua

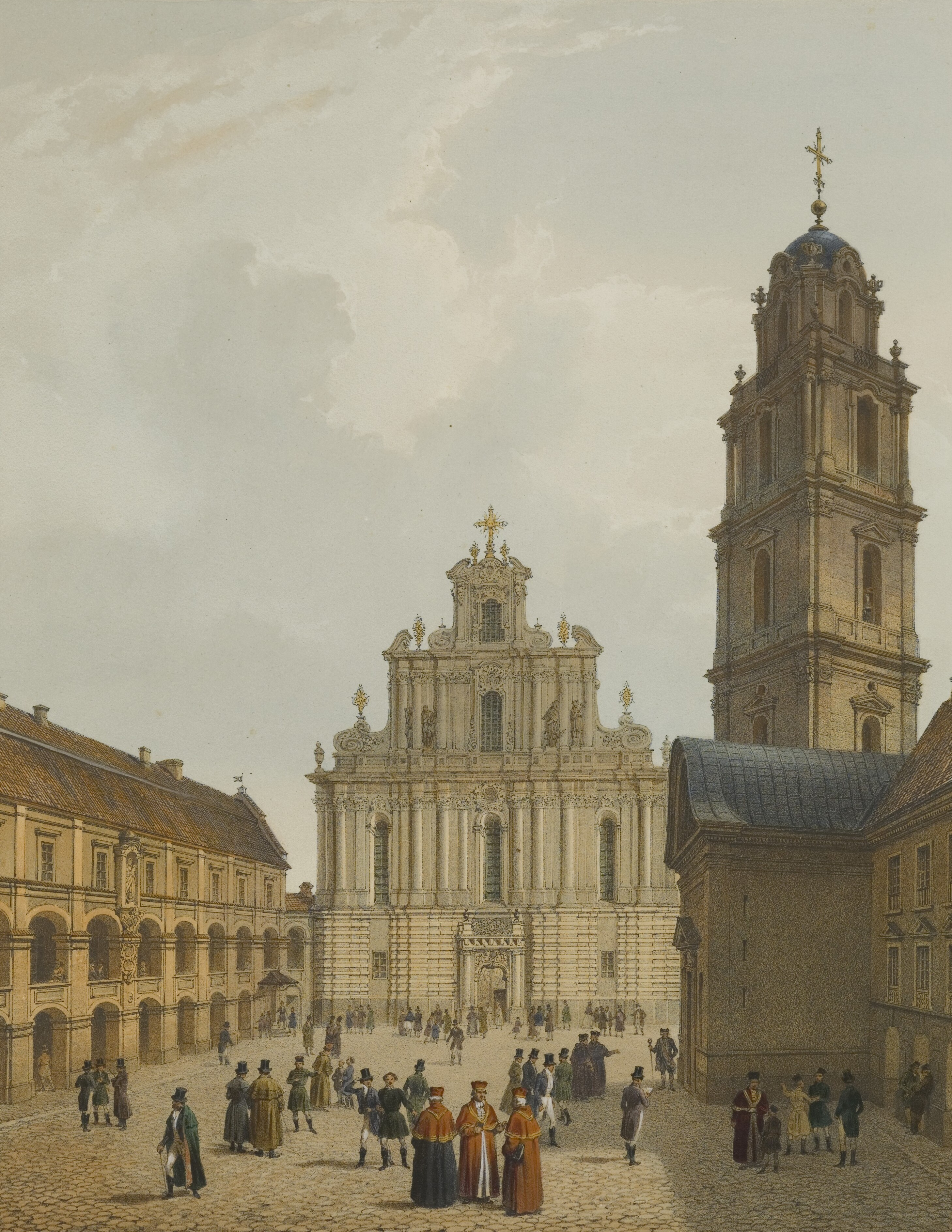
L'Università di Vilnius e la Chiesa di San Giovanni

Le lingue ufficiali del Granducato di Lituania erano il ruteno dai tempi di Vitoldo (indicato anche come Vecchio Bielorusso dai bielorussi e come slavo del governo dai lituani) e il latino, quest'ultimo sostituito dal polacco verso la fine del XVII secolo. La prima era usata nelle leggi scritte e per la corrispondenza con gli stati orientali; il latino era usato per trattare con gli stati occidentali fino a quando non fu più utilizzato. Anche se l'uso della lingua lituana nel governo dello stato dopo Vitoldo e Jogaila (figli rispettivamente di Kęstutis e Algirdas) è contestabile, si sa che il re di Polonia e granduca di Lituania Alessandro I poteva comprendere e parlare il lituano: sotto il suo comando, si raggiunge il picco di libri stampati in latino, almeno 1.790. Dopo di lui non si hanno prove valide dell'uso della lingua.
Uno stato di incertezza a livello di ricostruzione linguistica permane anche sull'idioma che la classe nobiliare adoperava nella vita quotidiana. Alla nascita dello stato, i lituani costituivano il 70% della popolazione. Con l'acquisizione di nuovi territori slavi, questa parte scese al 50% e più tardi al 30%. Nel periodo del tardo Granducato, gli slavi costituivano la maggioranza, e le lingue slave erano usate per scrivere le leggi. Per tal motivo il tardo Granducato di Lituania viene talvolta definito come una nazione slava, come Polonia, Russia, ecc.
Una delle più vecchie università dell'Europa orientale, l'Università di Vilnius, venne fondata da Stefano I Báthory, re di Polonia e Granduca di Lituania, nel 1579. Grazie al lavoro dei gesuiti durante la controriforma, l'università si sviluppò ben presto in uno dei più importanti centri scientifici e culturali della regione, e come più importante centro scientifico del Granducato di Lituania.

## Eredità
Secondo alcuni storici, soprattutto russi, uno degli effetti cruciali del dominio lituano riguardò le divisioni etniche tra gli abitanti dell'ex Rus' di Kiev. Da questo punto di vista, la creazione del Granducato di Lituania giocò un ruolo importante nella separazione dei diversi gruppi di slavi orientali. Dopo la conquista della Rutenia, i mongoli tentarono di tenere uniti gli slavi orientali e riuscirono a conquistare gran parte delle terre in Europa centrale.

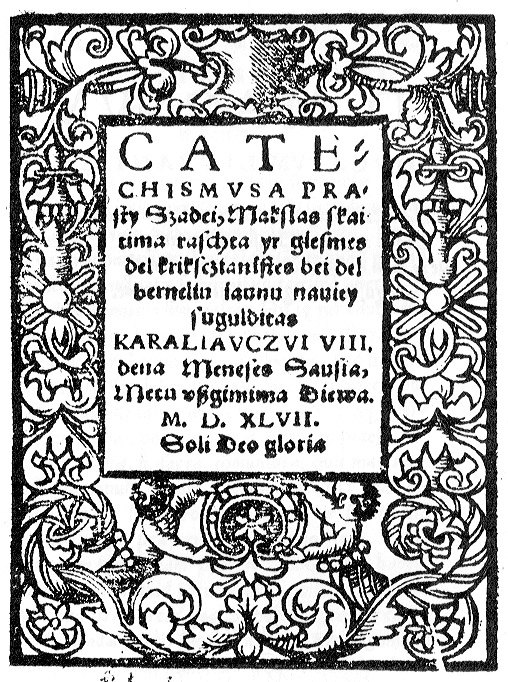
Il primo libro stampato in lingua lituana Le semplici parole del Catechismo (di Martynas Mažvydas). Il libro venne dedicato al Granducato di Lituania

Il resto delle ex terre rutene, ovvero i principati della Bielorussia, si unì, come detto, al Granducato fin dall'inizio, mentre altre terre dell'Ucraina divennero vassalle della Lituania in seguito. La soggiogazione degli slavi orientali avvenuta in due maniere differenti, creò divergenze palpabili che persistono ancora oggi. Secondo questa ricostruzione, mentre in Kiev esistevano sì sostanziali differenze ma confinate in una zona ristretta, fu l'annessione lituana di gran parte della Rutenia meridionale e occidentale che portò alla divisione permanente tra ucraini, bielorussi e russi. Tuttavia, fino al XX secolo, le frontiere etniche e linguistiche tra ucraini, bielorussi e russi non coincidevano con alcun confine politico.
L'idea di sostituirsi al mondo lituano inteso come insieme di usi e costumi ipotizzato per più secoli dalle due grandi potenze più vicine, Germania e Russia, ha radici profonde. Le tribù prussiane (di origine baltica) che attaccarono la Masovia e spinsero il duca Corrado ad intervenire costituendo l'ordine di Dobrzyń, spinsero gruppi di tedeschi ad insediarsi vicino all'attuale Lituania, la cui presenza fu incentivata anche quando si costituì lo Stato monastico dei cavalieri teutonici. In un periodo storico totalmente lontano da quel passato (XX secolo) i teutonici furono in grado di impossessarsi dei Paesi baltici per due volte: durante la Grande Guerra (Ober Ost), in cui si accarezzò l'idea di germanizzare il territorio con un regno fantoccio artificiosamente creato ad hoc e guidato da Mindaugas II, nome che evocava la guida del Ducato di Lituania e poi primo sovrano. Dopo il termine del conflitto, i tedeschi fecero ritorno nel 1941 dopo che l'URSS aveva occupato il paese baltico e vi istituirono il Reichskommissariat Ostland nel corso della seconda guerra mondiale.
Alcuni aspetti che meritano di essere ricordati per via del legame al Granducato ineriscono alla stesura dell'atto d'indipendenza del 1918: in esso, il Consiglio decretò la Lituania stato sovrano ripristinando Vilnius come capitale, in virtù delle ragioni storiche che le avevano già permesso di essere il centro principale secoli prima, e fu altresì asserita la volontà di cessare tutti i legami di dipendenza con Stati terzi, come se dalla dissoluzione dello Stato polacco-lituano nel 1795 fino alla disfatta cosacca del 1918 avesse avuto luogo una lunga occupazione, che però non aveva troncato la ferma decisione di rimanere indipendenti e le fondamenta di una tradizione nazionale i cui sedimenti a turno cercarono di estirpare russi e tedeschi. Mosca fu in grado di mantenere il controllo del territorio per più di un secolo e mezzo, se si sommano gli anni dell'impero russo e della RSS Lituana. Come fecero i tedeschi, anche i cosacchi cercarono di minare la formazione di un'identità culturale tanto cara ai pensatori ottocenteschi, con provvedimenti restrittivi volti a russificare come ad esempio la disposizione del bando di stampa di testi in alfabeto latino attivo dal 1865 al 1904 e la repressione di movimenti contrari al regime nel secondo dopoguerra a favore di figure care al socialismo.
A discapito di tutte le vicissitudini storiche successive gli storici lituani ricordano con maggior entusiasmo il periodo del Granducato, in cui si visse un'epoca florida e di sviluppo accompagnato dal prestigio che la Lituania acquisì nel continente europeo.